# Charles Middleton
Charles Middleton, 1. baron Barham (Charles Middleton, 1st Baron Barham, 1st Baronet Middleton of the Navy) (14. října 1726, Leith, Skotsko – 17. června 1813, Barham Court, Anglie) byl britský admirál. Pocházel ze staré skotské šlechty a v námořnictvu sloužil od patnácti let. Zúčastnil se válek v koloniích a v Evropě, dlouhodobě působil ve správě Royal Navy, byl též poslancem Dolní sněmovny, v roce 1795 dosáhl hodnosti admirála. V letech 1805–1806 byl ministrem námořnictva, v roce 1805 se zároveň s titulem barona stal členem Sněmovny lordů. Mimo jiné proslul svými dlouhodobými aktivitami v otázce zrušení otroctví.

## Kariéra
Pocházel z vedlejší větve starého skotského šlechtického rodu Middletonů, byl synovcem generála a poslance Johna Middletona (1678–1739). Narodil se v Leithu jako druhorozený syn nižšího státního úředníka Roberta Middletona, po matce Helen Dundas byl potomkem významného skotského klanu Dundasů a bratrancem významného státníka 1. vikomta Melvilla. Charles Middleton sloužil u námořnictva od roku 1741 a již v roce 1745 dosáhl hodnosti poručíka. Za sedmileté války bojoval v severní Americe, poté se vyznamenal v Karibiku na Závětrných ostrovech a v roce 1758 dosáhl hodnosti kapitána.
Po sedmileté válce žil v Kentu, kde jeho manželka koupila pozemky, po rodině Bouverie zde získal sídlo Barham Court. Na počátku války s USA byl v roce 1775 povolán do aktivní služby při ústí Temže do Severního moře, v letech 1778–1790 zastával funkce finančního kontrolora Royal Navy, v roce 1781 získal titul baroneta a v roce 1787 byl povýšen na kontradmirála. V letech 1784–1790 byl členem Dolní sněmovny, kde patřil k toryům a reprezentoval přístav Rochester. V roce 1790 odešel z námořní administrace i z parlamentu. V roce 1794 byl povýšen na viceadmirála a v letech 1794–1795 byl krátce lordem admirality, následně dosáhl hodnosti admirála (1795). V této době se dlouhodobě angažoval v otázce zrušení otroctví, mimo jiné ve spolupráci s W. Wirbeforcem (zákonem z roku 1807 byl zrušen obchod s otroky).
Koncem dubna 1805 byl povolán do Pittovy vlády jako ministr námořnictva. Jmenován byl na návrh rodiny Pittů, s níž byl přes svou manželku vzdáleně spřízněn, ve funkci nahradil svého bratrance vikomta Melvilla, který musel odstoupit kvůli obvinění ze zpronevěry. Charles Middleton byl ve věku 78 let historicky nejstarším ministrem námořnictva, ve funkci ale vyvinul nebývalou aktivitu a byl hlavním strůjcem strategie námořního tažení proti napoleonské Francii, které završil admirál Nelson vítěznou bitvou u Trafalgaru. Po náhlé smrti premiéra Pitta odstoupil s celou vládou, jeho nástupcem ve funkci prvního lorda admirality se stal pozdější premiér Charles Grey, který byl o čtyřicet let mladší než Middleton.
S nástupem do funkce ministra námořnictva se stal zároveň členem Tajné rady a druhý den po převzetí úřadu byl povýšen na barona Barhama s členstvím ve Sněmovně lordů (titul byl odvozen od jeho rodového sídla v Kentu).

## Manželství a potomstvo

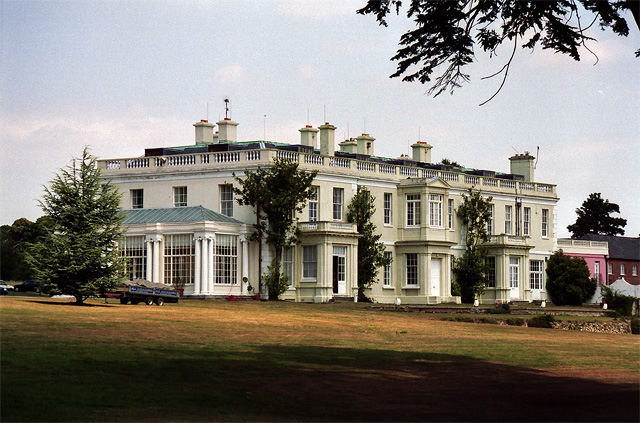
Zámek Barham Court (Kent), sídlo admirála Charlese Middletona

V roce 1761 se oženil s Margaret Gambierovou (1730–1792), sestrou admirála Jamese Gambiera (1723–1792) a švagrovou admirála Sira Samuela Cornishe (1715–1770). Z jejich manželství se narodila jediná dcera Diana (1762–1823), dědička baronského titulu provdaná do rodu Noel. Měla čtrnáct dětí a každé z nich obdrželo díky závěti Charlese Middletona 10 000 liber. Z nich Charles Noel (1781–1866) získal titul hraběte z Gainsborough (1841). Jeho potomstvo pak oba tituly nadále užívalo současně, nynějším představitelem rodu je Anthony Baptist Noel, 6. hrabě z Gainsborough a 8. baron Barham (*1950).
Po admirálu Charlesu Middletonovi bylo v 19. a 20. století pojmenováno několik bitevních lodí Royal Navy. Poslední z nich byla HMS Barham potopená za druhé světové války.